# 이윤학 (1982년)
이윤학(1982년 2월 25일 ~ )은 전 KBO 리그 두산 베어스의 투수이다.
현재 (원주시유소년야구단)감독
이다

## 선수 시절

### 해태 타이거즈&KIA 타이거즈시절
2001년에 입단하였다. 2007 시즌 후 강동우를 상대로 두산 베어스에 트레이드됐다.

### 두산 베어스시절
2008 시즌 후 방출당했다.

## 출신 학교
- 연천초등학교
- 사직중학교
- 신정고등학교